# Сафина, Назибя Ахматнуровна
Назибя Ахматнуровна Сафина (тат. Нәҗибә Әхмәтнур кызы Сафина; 2 марта 1949, Кисак-Каин, Янаульский район, Башкирская АССР, РСФСР, СССР — 11 января 2025) — татарская поэтесса и публицист, общественный деятель, журналист.

## Биография
Назибя Ахматнуровна Сафина родилась в 1949 году в крестьянской семье в селе Кисак-Каин Янаульского района Башкирской АССР. В 1967 году окончила среднюю школу и поступила учиться на факультет истории и филологии КГУ. В 1972 году после окончания отделения татарского языка и литературы, начала трудовую деятельность в качестве преподавателя татарского языка и литературы в Балтасинской средней школе Камско-Устьинского района Татарской АССР. Затем учительствовала в Дюртюлинской средней школе Чистопольского района и в педагогическом училище (Чистополь).
После переезда в Башкортостан Назибя Сафина не смогла найти работу по специальности. Работала слесарем, мастером, инженером-конструктором на Нефтекамском автозаводе; начальником технического кабинета во Дворце строителей, ответственным секретарем Общества любителей книг города Нефтекамска. В 1979—1983 годах работала в районной газете Краснокамского района «Вперед» в дубляжной группе, осуществлявшей выпуск газеты на татарском языке под названием «Алга». Добивается выпуска самостоятельной районной газеты на татарском языке «Кама таңнары». При редакции этого издания создает и руководит литературными кружками «Акчарлак» и «Инеш». Произведения Н.Сафиной выходят в вышедшем в Уфе в 1982 году сборнике «Молодые силы» на башкирском языке и в вышедшем в 1984 году в Казани сборнике «Кызлар җыры».
Вернувшись в Казань в 90-е годы, работала в редакциях газеты «Шахри Казан» и журнала «Сююмбике». С казанским периодом жизни связано общественного признания творчества Н.Сафиной: один за одним выходят в свет её поэтические сборники «Кош теле» («Хворост»), «Аккош куле» («Озеро Лебяжье»), «Мэче фәлсэфэсе» («Кошачья философия»). В основном это книги для детей. В то же время в лирике, адресованной взрослой аудитории, автор затрагивает тему любви, беспокоится о судьбе татарского народа (сборники «Тан кошы» («Утренняя птица»), «Без — шигырь, тормыш — проза» («Мы — поэты, жизнь — проза»). С 1997 года — член Союза писателей Татарстана.
Умерла 11 января 2025 года в возрасте 75 лет.
Муж Н. Сафиной — народный поэт Татарстана, лауреат Государственной премии РТ им. Г. Тукая Мударис Аглямов (1946—2006).

## Книги
- Кош теле: Шигырьләр.— Казан: Татар. кит. нәшр., 1996.— 30 б.— 3000.
- Таң кошы: Шигырьләр.— Казан: Татар. кит. нәшр., 1997.— 128 б.— 3000.
- Мәче фәлсәфәсе: Шигырьләр.— Казан: Татар. кит. нәшр., 2000.— 20 б.— 5000.
- Аккош күле: Шигырьләр.— Казан: «Идел-Пресс» нәшр., 2000.— 20 б. — 5000.
- Әгәр дә уйлаганда…: Шигырьләр.— Казан: Татар. кит. нәшр., 2002.—1926.—2000.
- Без — шигырь, тормыш — проза: Шигырьләр.— Казан: Татар, кит. нәшр., 2004.— 207 б.— 2000.
- Камка һәм яфрак капка: Шигъри әкият.— Казан: «Идел-Пресс» нәшр., 2004.— 16 б.— 5000.